# Jenny Fransson
Jenny Fransson (Karlstad, 18 de julho de 1987) é uma lutadora de estilo-livre sueca, medalhista olímpica.

## Carreira
Fransson competiu na Rio 2016, na qual conquistou a medalha de bronze, na categoria até 69 kg.